# Calle Obispo

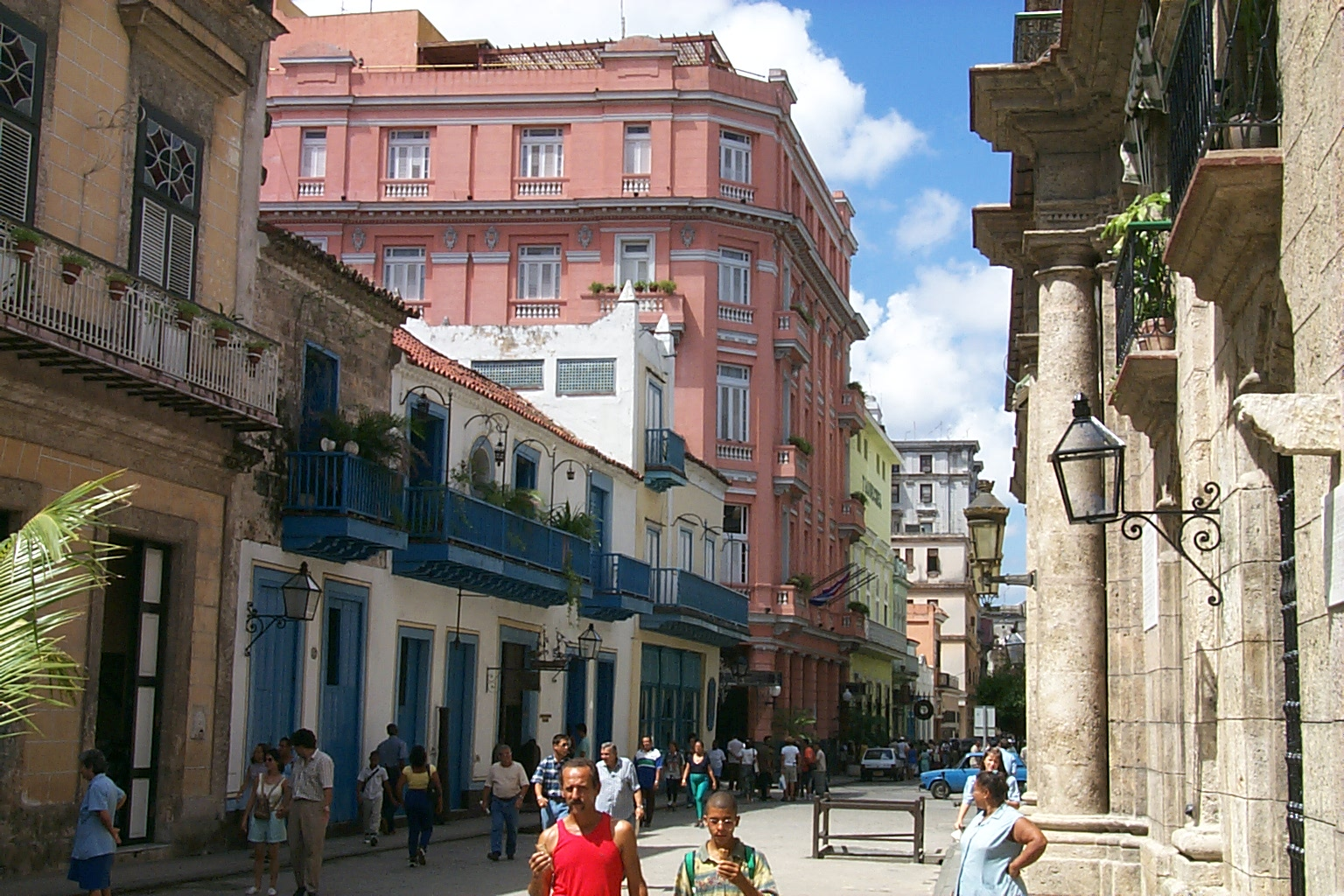

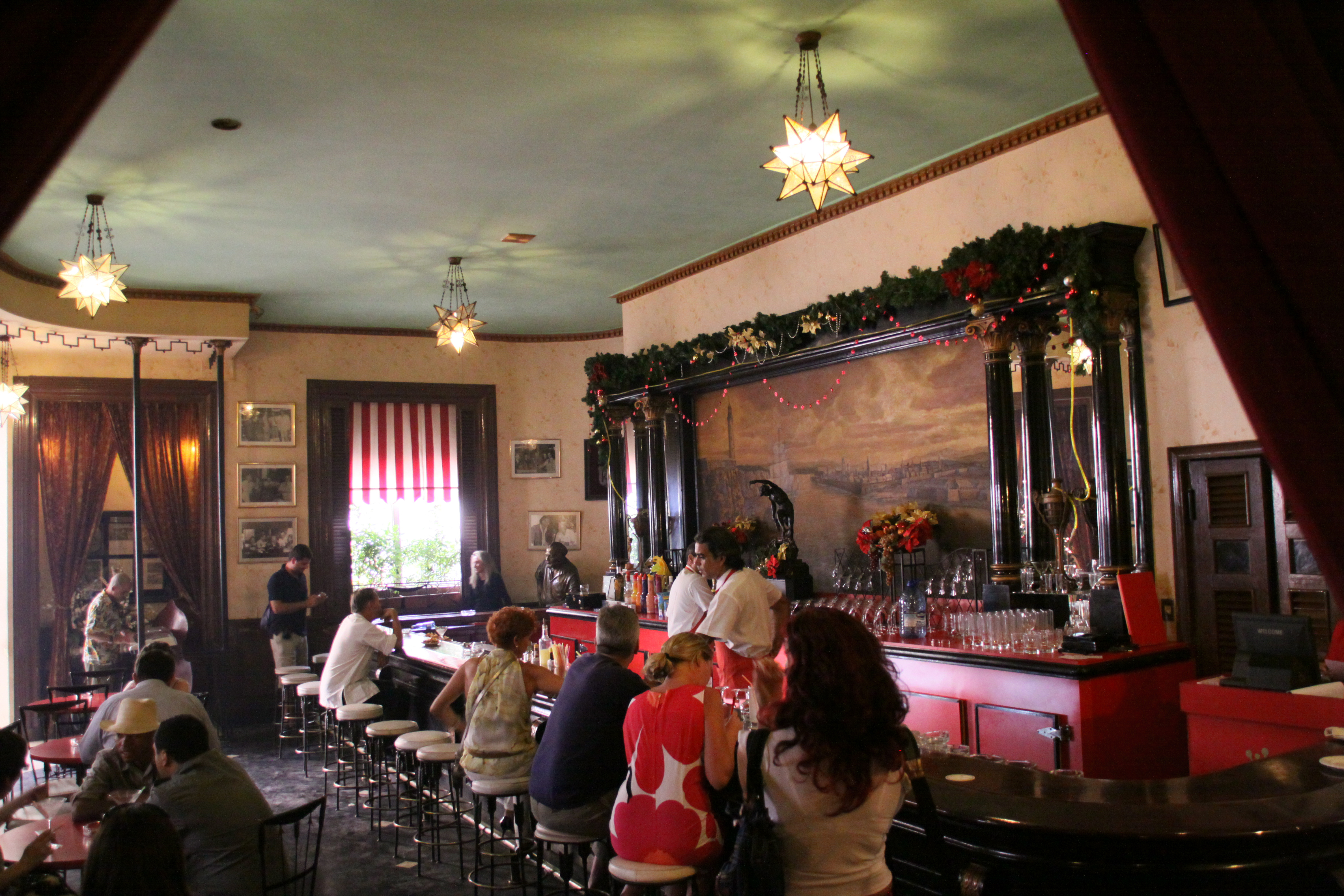
Floridita

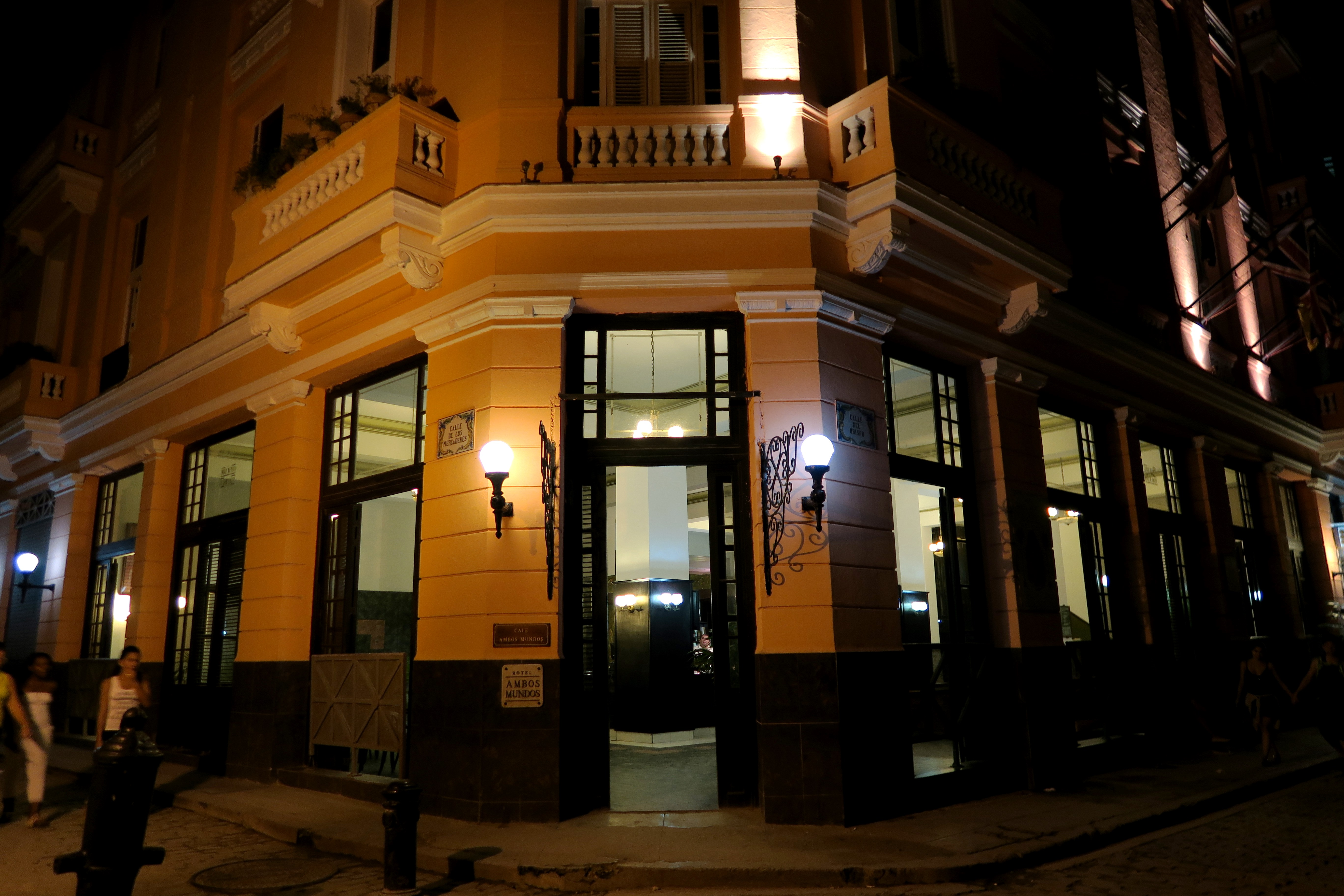
Hotel Ambos Mundos

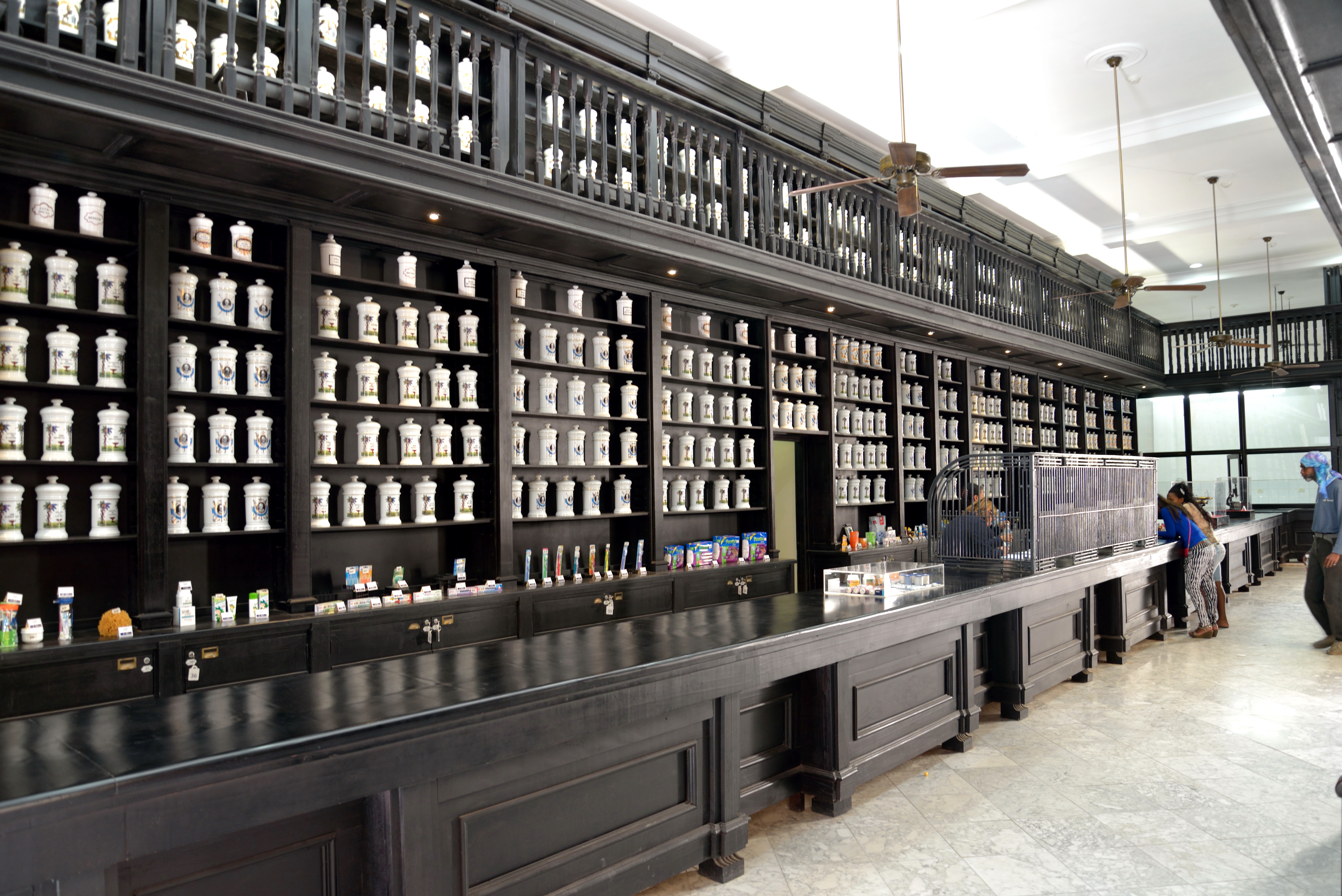
Farmacia di Calle Obispo

Calle Obispo (in italiano: Strada del vescovo) è una delle strade più note dell'Avana Vieja. Durante la sua storia ha ricevuto diverse denominazioni come: San Juan, Del vescovo, Weyler, Pi Margall, tra gli altri, per un totale di 47. È la strada più lunga dell'Avana. I negozi di strada sono sempre stati abbondanti accanto a O'Reilly Street.

## Posti di interesse
- Palace of the Captains-General
- Plaza de Armas
- Museo Nazionale di Storia Naturale di Cuba
- Obispo 463, Sastreria[3]
- Floridita
- Museo di Numismatica
- Casa di "Mayorazgo Recio"
- Ministero delle Finanze
- Biblioteca "Rubén Martínez Villena"
- Università San Jerónimo
- Istituto cubano del libro